# KAT-TUN
A KAT-TUN (カトゥーン) egy japán popegyüttes, amely 2001-ben alakult a Johnny & Associates kiadóján belül. Az együttes neve az eredeti tagok vezetéknevének kezdőbetűiből létrehozott mozaikszó: Kamenasi Kazuja (亀梨 和也; Kamenashi Kazuya), Akanisi Dzsin (赤西 仁; Akanishi Jin), Tagucsi Dzsunnoszuke (田口 淳之介; Taguchi Junnosuke), Tanaka Koki (田中 聖; Tanaka Kōki), Ueda Tacuja (上田 竜也; Ueda Tatsuya) és Nakamaru Juicsi (中丸雄;一 Nakamaru Yuuichi). 2006. március 22-én debütáltak a három részből álló (single, album, DVD) "Real Face" lemezükkel, melyet a J-One Records közreműködésével adtak ki. Innentől kezdve minden lemezük, albumuk és DVD-jük első helyen debütált az Oricon listáján.

## Történet

### 2001–2005: Debütálás előtti időszak
A KAT-TUN megalakulása előtt minden tag más Johnny & Associates gyakornoki alcsapathoz tartozott. 2001-ben kilenc gyakornokot választottak ki, hogy ideiglenes háttértáncos csapatként Domoto Koicsit támogassák az NHK zenei műsorában, a Pop Jam-ben. A kilenc tag cserélődése után a három jelenlegi, és a három kilépett taggal megalakult a KAT-TUN. Bár a formációt csak ideiglenesnek tervezték (fellépésekre háttértáncosoknak) növekvő népszerűségüknek köszönhetően hivatalos csapat lettek.
2002-ben a rengeteg felkérésre válaszul a KAT-TUN megtartotta első koncertjét Okyaku-sama wa Kami-summer – Concert 55man Nin Ai No Request ni Kotaete!! (お客様は神サマ – Concert 55万人愛のリクエストに応えて!) címen, amelyre 550 000 ember váltott jegyet. Még ebben az évben tizenegy fellépést adtak egy nap alatt, ami a jelenlegi rekord Japánban a legtöbb fellépés egy nap alatt kategóriájában. Ettől fogva a KAT-TUN majdnem minden évszakban koncertet ad Japánban.
2003 és 2004 során tovább növekedett a népszerűségük, egészen addig, hogy hivatalosan még nem debütált együttesként is többször felléptek a Music Station műsorában. 2005-ben a KAT-TUN kiadta első DVD-jét KAT-TUN Live Kaizokuban (KAT-TUN Live: 海賊帆, KAT-TUN Live: Pirate Sails) címmel, ami az Oricon éves listáján a legkelendőbb DVD lett. A 20th Japan Golden Disc díjátadó során a Live Kaizokuban megnyerte az Év zenei videója díjat.

### 2006: Debütálás aReal Face-szel és az első Dome turné
2006. március 22-én jelent meg a KAT-TUN debütáló kislemeze "Real Face" címen, a "Best of KAT-TUN" albummal és a "Real Face Film" DVD-vel társítva. Ezeket a saját kiadójuk, a J-One Records (A Johnny & Associates saját lemezkiadója a J-Storm, ezen belül a J-One a KAT-TUN exkluzív lemezkiadó cége) adta ki. Az album promotálásaként a csapat Live of KAT-TUN Real Face címen országon belüli turnéra indult. Az első hét alatt a lemez, az album és a DVD az első három helyet foglalta el az Oricon heti listáján az eladások alapján (Best of KAT-TUN: 556 548, Real Face: 754 234, Real Face Film: 374 202 példány). Ők a második előadók, akiknek ez sikerült, az első Hamaszaki Ajumi volt. Ezeknek a számoknak a függvényében a KAT-TUN tartja a rekordot a debütáló lemez heti eladásával (a korábbi rekordot 1999 óta 557 000 példánnyal az Arashi tartotta "Arashi" kislemezével). Továbbá a "Real Face" három héten keresztül vezette az Oricon listáit, amivel újabb rekordot döntöttek meg – 8 éve és 8 hónapja tartotta előttük a KinKi Kids debütáló lemeze, a "Garasu no Shounen". Kilenc hét alatt a "Real Face" átlépte az egymilliós eladást, amely 2006 legkelendőbb lemezévé tette.
2006 márciusában a KAT-TUN vált az első együttessé, ami debütálás előtt saját koncertet adhatott a Tokyo Dome csarnokában. Két nap alatt 110 000 ember előtt léphettek fel, az egész turné során pedig 630 000 előtt.
Három hónappal a "Real Face" után a KAT-TUN július 19-én kiadta második kislemezét "Signal" címmel.
Október 12-én Akanisi bejelentette, hogy szünetelteti tevékenységeit az együttes tagjaként annak érdekében, hogy nyelvtudását fejlessze az Amerikai Egyesült Államokban. A csapat hat hónapig öt fővel promotált, s megjelentette "Bokura no Machi de" kislemezét, amely Kamenasi és Tanaka sorozatának, a Tatta Hitotsu no Koi (たったひとつの恋; Just One Love) betétdala lett.
December 7-én jelent meg második albumuk, a Cartoon KAT-TUN II You. Az album felvételében Akanisi nem vett részt. Három verzió került a polcokra: az általános kiadás tartalmazta a 14 számot (köztük a tagok szólószámait is), a first press verzió ezeken a dalokon kívül egy negyvenoldalas fotókönyvvel volt kapható, míg a limitált példányokon további hét szám volt található (de nem tartalmazta a "You" című számot). A Cartoon KAT-TUN II You első helyezést ért el az Oricon album ranglistáját, és további három hétig volt jelen a listákon. A KAT-TUN az első csapat Japánban, akinek a debütálását követően mind a három kislemeze meghaladta az 500 000 példányszámú éves eladást, az Oricon éves listáján ezzel az első, az ötödik és tizenharmadik helyen zárva az évet.

### 2007: Akanisi Dzsin visszatérése és a Cartoon KAT-TUN II You
Tour 2007 Cartoon KAT-TUN II You címen (második albumukkal is megegyezően) április 3-án a KAT-TUN megkezdte második országos turnéját, még Akanisi nélkül. A rákövetkező napon a csapat elindította saját szórakoztató műsorát Cartoon KAT-TUN címen, melyet minden szerdán sugároztak.
Akanisi április 19-én tért vissza, tevékenységeit 20-án kezdte meg. Április 21-én csatlakozott a KAT-TUN turnéjához Szendaiban, hivatalosítva visszatérését.
Június 6-án Tanaka sorozatának, a Tokkyu Tanaka 3 Go (特急田中３号; Tanaka Express 3) betétdalaként megjelent negyedik kislemezük, a "Yorokobi no Uta".
November 21-én párhuzamosan került a boltok polcaira ötödik kislemezük "Keep the faith" címen Akanisi és Tagucsi sorozatának, a Yukan Club (有閑倶楽部; Leisure Club) betétdalaként és a Tokyo Dome Live of KAT-TUN "Real Face" koncert DVD. Ez az ötödik, egymást követő lemezük, amely az Oricon zenei DVD lista vezetője lett, és eladásával megdöntötte az év nyitási rekordját. A KAT-TUN egymás után harmadjára lett az év első helyezettje az Oricon listáján. A Kinki Kids után a KAT-TUN lett a második előadó, akinek a debütálását követően minden kislemeze meghaladta a 300 000 példányszámú eladást az első héten.

### 2008: ADon't U Ever Stopés aQueen of Piratesmegjelenése
A KAT-TUN február 6-án "Lips" címen kiadta hatodik kislemezét, amely Kamenasi mangán alapuló sorozatának, a One Pound Gospel (１ポンドの福音) betétdala lett. A kislemez első helyezést ért el az Oricon listáján.
Hetedik kislemezük, a "Don't U Ever Stop" május 14-én jelent meg, az Oricon heti listájának első helyezését elérve. A következő napon, május 15-én Kamenashi a Music Station fellépésük alatt bejelentette, hogy a Tokió Dome koncertjüket két nappal bővítik, így négy egymástkövető napon lépnek majd fel a csarnokban. A Dome történelmében ők váltak az első japán előadókká, akik négy egymásutáni napon át koncertet adtak a stadionban annak 1988-as megnyitása óta. Más japán művészek, mint például SMAP, X Japan és Hamaszaki Ajumi csak három egymást követő napon léptek fel a Dome csarnokában. A The Rolling Stones és Michael Jackson is több nap léptek fel a stadionban, de nem egymást követő napokon.
Június 4-én boltokba került a KAT-TUN harmadik albuma "KAT-TUN III Queen of Pirates" címen, amivel országos turnéra indultak.
Első karácsonyi kislemezük "White X'mas" címen jelent meg december 3-án.
December 21-én bejelentette a KAT-TUN, hogy alig két hónappal kislemezük után kiadják a következőt "One Drop" címen, ami Kamenasi új sorozatának, a Kami no Shizuku (神の雫; Drops of God) betétdala lesz.

### 2009: ABreak the Records –by you & for you-megjelenése
A beharangozott "One Drop" kislemez február 11-én jelent meg és lett a KAT-TUN kilencedik egymást követő első helyezést elért kislemeze az Oricon napi és heti listáin.
Ehhez hasonlóan a március 11-én kiadott "Rescue" kislemez is első helyezéseket ért el az említett két listán, amivel utolérték a 2003-ban debütált kiadótársukat, a NEWS együttest. A két csapat együtt volt a második a debütálás után legtöbb első helyezést elért kislemezek előadóinak listáján (az első helyet ekkor a Kinki Kids birtokolta 28 első helyes kislemezzel).
Április 29-én a KAT-TUN megjelentette negyedik stúdió albumát "Break the Records -by you & for you-" címen. Az album az Oricon heti listájának első helyezését érte el. Érdekesség, hogy a lemezen mind a hat tagnak szerepel szólószáma, valamint ez volt az utolsó teljes album, amiben Akanisi közreműködött.
Az albummal megegyező néven a csapat nyáron országos turnéra indult, több Dome stadiont is érintve. A turné során 655 000 ember előtt léptek fel. "KAT-TUN Live: Break the Records" címen DVD jelent meg a turnéról december 16-án.

### 2010: Nemzetközi sikerek, Akanisi Dzsin kiválása és aNO MORE PAIИmegjelenése
Majdnem egy évvel legutolsó kislemezük után, február 10-én került a boltokba a "Love yourself ～君が嫌いな君が好き～" (Love Yourself ~I Love the You That You Hate~). Ez Hajakawa Tomoko mangáján alapuló élőszereplős filmjének, a Yamato Nadeshiko Shichi Henge (ヤマトナデシコ七変化; Perfect Girl Evolution / The Wallflower) betétdala volt, amiben Kamenasi szerepet kapott. A kislemez első helyen debütált az Oricon heti listáján, amivel ez lett a KAT-TUN tizenegyedik egymást követő kislemeze debütálás óta, aminek ez sikerült. A 2008 májusában megjelent "Don't U Ever Stop" óta ez lett az első kislemez, ami már az első héten átlépte a 350 000 eladást (a "Don't U Ever Stop" lemezből 381 000 példány fogyott el az első hét alatt).
Március 24-én a Johnny & Associates bejelentette, hogy a KAT-TUN öt taggal első ázsiai turnéjára indul, míg Akanisi a Johnny's előaidói közül elsőként szóló koncertet ad az Amerikai Egyesült Államokban. Az ázsiai turné május elejétől augusztus végéig tartott, és annak ellenére, hogy a koncerteket túlnyomórészt Japánban tartották, a KAT-TUN július 31-én fellépett Bangkokban, augusztus 6-án és 7-én Szöulban, valamint augusztus 27-én és 28-án Tajpejben is. Mivel Akanisi nem vett részt a turnén és a promotálásban, nélküle vették fel a tizenkettedik kismelezt "Going!" címen és adták ki május 12-én. Május 15-én a Johnny & Associates kihirdette, hogy a bangkoki koncertet a politikai zavargások és tüntetések miatt elhalasztják.
Június 16-án debütál ötödik teljes albumuk, a "NO MORE PAIИ", amelyen Akanisi már nem vett részt. A lemezen az öt tag szólószámain kívül 8 szám található. A limitált kiadás tartalmaz egy DVD-t, amin a PV-k (japán videóklip) és a dalok rögzítéséről háttérvideók találhatók. Az alap kiadáson (regular edition) a tagok saját számain kívül egy bónusz dal hallható.
A Johnny & Associates július 17-én jelentette be, hogy Akanisi kilép a KAT-TUN-ból, hogy szólókarrierjét építse, a csapat pedig nem oszlik fel, öttagú csapatként folytatja. Július 21-én a Johnny's Web-en, a kiadó hivatalos honlapján Akanisi megerősítette, hogy szólókarrierje miatt lép ki, de a rajongók elé újra csak októberben lépett.
A KAT-TUN öt taggal folytatta. Az ázsiai turné utolsó napján, augusztus 28-án bejelentették, hogy 2011-ben fennállásuk ötödik évfordulója megünnepléseként öt japán városban lépnek majd fel, valamint öt tengerentúli állomáson: Dél-Korea, Tajvan, Thaiföld, Kína és Hawaii. A hawaii koncertjük az első Johnny's együttessé tette őket, akik ott léptek fel. A világturné során Tanaka Koki nevet adott rajongóiknak: hyphens (kötőjelek), amely azt jelképezte, hogy a rajongókkal teljes a KAT – TUN.
Október 13-án a KAT-TUN kihirdette következő kislemezét "Chage Ur World" címen, amelyik az együttes tizenharmadik kislemeze lesz és az első Akanisi kilépése óta. A lemez november 17-én jelent meg, 230 829 eladással pedig ismét első helyen vezette az Oricon heti listáját – ez volt a KAT-TUN tizenharmadik egymás után első helyezést elért kislemeze debütálásuk óta. Mind a tizenhárom megjelenés több mint 200 000 példányszámban kelt el az első hét alatt.
A csapat karácsonykor bejelentette, hogy februárban új kislemezt ad ki. December 29-én megjelent a KAT-TUN -NO MORE PAIИ- WORLD TOUR 2010 koncert DVD, ami tartalmazta az utolsó japán állomás, a Kyocera Dome (Oszaka) koncertjét és felvételeket a koreai és tajvani koncertekről.

### 2011: 5. évforduló, 15. lemez
A beharangozott tizennegyedik kislemez "Ultimate Wheels" címmel jelent meg február 2-án, a Suzuki Solio autó reklámjának dalaként, amit a KAT-TUN reklámozott. A kiadott lemez vált a tizennegyedik kislemezzé, amelyik első helyezést ért el debütálásuk óta. Az Oricon szerint első heti eladások meghaladták a 181 000 példányt.
Február 6-án tette közzé a KAT-TUN májustól októberig tartó turnéjük tervét, amely a KAT-TUN Live Tour 2011 nevet fogja viselni. A turné öt Dome stadiont érintett (Szapporo, Tokió, Nagoja, Yahoo Dome Fukuokában, Kyocera Dome Oszakában), valamint különleges koncertet tartottak július 17-én és 19-én Kavaszakiban. A KAT-TUN volt a negyedik Johnny's együttes, aki meghódította Japán öt Dome csarnokát a SMAP, a KinKi Kids és az Arashi után. Október után megkezdték ázsia turnéjükat, Thaiföldet, Tajvant és Dél-Koreát érintve.
Március elején 3 dalt jelentettek meg a következő három nap: a "Perfect" Kamenasi új Aoki reklámjának dalaként, a "White" a Sofina reklámjaként, a "Diamond" pedig az NTV Yomiuri Giants baseball közvetítésének zenéjeként. Az első két dalt később, május 18-án "White" kislemezként ki is adták, ami a csapat tizenötödik kislemeze volt. Bejelentettek további két számot is, a "Cosmic Child" a Wing tévéreklám dalát, a "Run for You" pedig a Suzuki Solio autójának dala lett. A "Run for You" címen augusztus 3-án megjelent a tizenhatodik kislemez, amely tartalmazta ezeket is az új szám, a "Diamond" mellett.
Március 29-én hirdették ki, hogy a Johnny's kiadója Marching J néven adománygyűjtő jótékonysági projektet indít a Tohoku Földrengés károsultjainak segítésére. Az első részként április 1-től 3-ig koncerteket tartottak a tokiói Yoyogi gimnázium előtt, ahol a kiadó tíz együttese: SMAP, TOKIO, KinKi Kids, V6, Arashi, Tackey & Tsubasa, NEWS, Kanjani8, KAT-TUN, Hey! Say! JUMP; valamint a Johnny's Juniors gyakornokai léptek fel. Menetrendjük mellett a csapatok beszélgetős eseményeket (talk session) tartottak a rajongókkal, valamint adományt gyűjtöttek. A katasztrófára való tekintettel a KAT-TUN ötödik évfordulójának ünneplésére tervezett koncerteket törölték.
Május 29-én a Marching J második részeként a KAT-TUN részt vett a tokiói Dome stadionban megrendezett Johnny's jótékonysági baseball bajnokságában a többi együttessel és gyakornokkal. A jegyek eladásából befolyt összeget a földrengés és cunami károsultjainak adományozták.
Június közepén bejelentették, hogy Kamenasi Kazuja, Tanaka Koki és Nakamaru Juicsi főszereplőként fog részt venni az év Dream Boys musicaljében, amit szeptember 3-tól 25-ig játszottak.
Szeptember 8-án a KAT-TUN megerősítette új TV műsorának hírét. A KAT-TUN no Zettai Manetaku Naru TV október 18-án kezdte meg az NTV csatornán sugárzását, ami a 2010-es Cartoon KAT-TUN óta a csapat első műsora volt. Az első adásban közzétették, hogy a műsor csak decemberig fog futni és összesen 10 epizódja lesz.
A KAT-TUN tizenhetedik kislemezét "Birth" címmel jelentették be szeptember 30-án, amit Kamenasi sorozatának, a Yōkai Ningen Bem (妖怪人間べム; Humanoid Monster, Bem) betétdalának szántak, és ami november 30-án jelent meg. Debütálásuk óta a "Birth" a tizenhetedik kislemezzé vált, amely az Oricon heti listájának első helyét elérte.

### 2012: AChainmegjelenése
Az új évet a KAT-TUN egy különleges műsorral ünnepelte meg január elsején, a csupán egy epizódos KAT-TUN no Sekaiichi Dame Yoru Ni közvetítését a TBS csatorna végezte. Néhány héttel később jelentették be hatodik albumukat, a "Chain" február 22-én került a boltokba. Január 13-án az együttes népszerűsítette az entag! mobiltelefonos játékokkal foglalkozó oldalt, ami az album "Smile for You" dalát használta fel reklámjában. A legelső KAT-TUN animációt a honlap Ai wa KAT-TUN címen tette közzé limitált ideig, melyet a tagok szinkronizáltak.
Ugyanezen a napon a Music Station különleges adást szentelt a "Legjelentősebb Együttesek – Legjobb 20" lista csapatainak, ami a mindenkori fizikai kislemez- és albumeladásokat vette alapul. A KAT-TUN a 16. helyet foglalta el ötéves fennállásával, 17 kislemezével és 5 albumával, amikből összesen több mint 8 450 000 példányt adtak el. A Music Station kiemelte, hogy debütáló kislemezük, a "Real Face" 2006 legkelendőbb lemeze lett és hogy nyolcszor egymást követően koncertet adtak a Tokyo Dome csarnokában. A legjobb 20 együttes közül a KAT-TUN volt a legújabb csapat a listán. Február 11-én kezdetét vette a KAT-TUN Live Tour 2012 Chain országon belüli turné, amely 12 várost foglalt magába, Niigatában kezdődött és Szendaiban fejeződött be. Ők váltak az első Johnny's együttessé, amely a földrengés és tsunami által sújtott területeken lépett fel. Április 20-án és 22-én a Tokyo Dome koncertjük során használták először a csapat által kitalált "Flash-Tree" fényjátékot, valamint a Johnny's történelmének leghosszabb mozgószínpadját, ami 25 méter hosszú volt.
A KAT-TUN hatodik albuma, a "CHAIN" március 5-én első helyezést ért el az Oricon album listáján, ami az első férfi előadókká tette őket, akiknek hat egymásutáni albuma első helyezést ért el debütálása után. 24 év és 10 hónap rekordját döntötte meg a KATTUN.
Március 8-án bejelentették a KAT-TUN no Sekaiichi Dame Yoru Ni második részét, amit április 3-án adtak le.
Hivatalosan is megerősítették, hogy Kamenasi megismétli főszereplését a 2012-es Dream Boys musicalben, valamint hogy Tanaka Koki is részt vesz benne. A darabot szeptemberben kezdték el játszani.
Június 27-én a KAT-TUN megjelentette tizennyolcadik, "To The Limit" kislemezét, aminek dalát felhasználták a Suzuki Solio Bandit hirdetésében. Június 29-én a Music Station hirdette ki, hogy a KAT-TUN a Heisei kor idoljai közül a 10. legjobb az eladásokat tekintve az összesen 6 661 293 példányszámú eladással tizenhét kislemezből.
Augusztus elején bejelentették, hogy a Sekaiichi Dame Yoru Ni két részének sikerei fényében állandó műsorként kezdik el vetítetni a TBS csatornáján augusztus 24-től új, KAT-TUN Sekaiichi dame na yoru! címen.
Szeptember 12-én került a boltokba a KAT-TUN új kislemeze "Fumetsu no Scrum" címmel. Címadó dalát a Kanjani8 tagjának, Sota Jaszuda sorozatához használták fel, amelynek Dragon Seinendan (ドラゴン青年団; The Dragon Braves) a címe. Az első hét alatt 157 000 példányt adtak el a lemezből, amivel ez vált a KAT-TUN tizenkilencedik első helyezést elért kislemezévé 2006-os debütálása óta.
Novemberben a KAT-TUN megszerezte egymás utáni kilencedik első helyét zenei DVD, nyolcadik első helyét pedig általános DVD kategóriában a KAT-TUN LIVE TOUR 2012 CHAIN TOKYO DOME kiadásával. Utóbbi teljesítmény tette őket harmadikká a férfi előadók között, akik a legtöbb első helyezést érték el DVD-jükkel a történelemben a B'z és a Mr. Children után.

### 2013: Tanaka Koki kiválása és aKusabimegjelenése
A köveztkező KAT-TUN kislemez "Expose" címen jelent meg február 6-án. Az első heti 155 000 példány eladásával ez lett a huszadik egymásutáni első helyezést elért kislemezük. Ezzel a KAT-TUN második lett a debütálás óta húsz első helyezést elért kislemezek előadóinak listáján – őket senior csapatuk, a KinKi Kids előzi csak meg, akik 8 éve debütáltak "Anniversary" lemezükkel.
Szerződése megsértése miatt októberben Tanaka Koki elhagyta mind a kiadót, mind az együttest, ami így négy taggal folytatta tovább.
"Kusabi" (Wedge) címen boltokba került mini albumukat a J-Storm adta ki november 27-én. A fő dal Nakamaru Juicsi sorozatának, a Henshin Interviewer no Yuutsu (変身インタビュアーの憂鬱; szó szerinti fordítás: Transformation Interviewer's Depression) betétdala volt, míg a "Gimme Luv" az új Suzuki Solio Bandit reklámjának aláfestője lett. A "Kusabi" első helyen debütált az Oricon heti album listáján hozzávetőlegesen 168 000 eladással. Az album hetedjére lett a KAT-TUN egymás után első helyet elért nagylemeze, ami holtversenybe tette őket Utada Hikaruval a legtöbb Oricon első helyet elért albumok számában.

### 2014: AzIn Factés acome heremegjelenése
A huszonkettedik kislemezt már ismét a J-One Records alatt adták ki június 4-én "In Fact" címen. A címadó dal volt a First Class (ファースト・クラス) tévésorozat főcímzenéje. Az "In Fact" első helyen debütált az Oricon heti kislemez listáján, több mint 146 000 példány kelt el belőle az első héten. Ezzel a KAT-TUN elérte huszonegyedik egymás utáni első helyét.
Június 25-én "come Here" címmel jelent meg albumuk, amivel a KAT-TUN vált az első előadóvá, akinek 8 egymásutáni albuma az Oricon első helyét elérte. Az, hogy a címben csak a "h" betű van naggyal írni, a KAT-TUN rajongóira (hyphens) utal, akik számukra az otthont (angol "home" szó) is jelentik, valamint az angol abc-ben a H a nyolcadik betű, ez az album pedig a nyolcadik a sorban.

### 2015: ADead or Alivemegjelenése és Tagucsi Dzsunnoszuke kiválása
Március 11-én adták ki a "Kiss Kiss Kiss" nevű kislemezt. A fő dal az Asahi csatorna sorozatának, a Second Love betétdala lett, amiben Kamenasi is szerepelt. A lemez az Oricon heti listáján első helyezést ért el.
A "Dead Or Alive" január 21-én került a boltokba, a héten pedig elérte az Oricon első helyezést is több mint 192 000 példányszámú eladásával. A huszonharmadik kislemezzel a KAT-TUN elérte huszonharmadik kislemezét, amivel első helyezést ért el. Ezzel jelenleg a KinKi Kids mögött álltak, akik 34 egymásutáni első helyes kislemezt birtokoltak debütálásuk óta.
2015. november 24-én, mielőtt a KAT-TUN a Nippon TV év végi műsorában Legjobb Előadóként felléphetett volna, Tagucsi Dzsunnoszuke megdöbbentette a közönséget bejelentésével, miszerint nem csak, hogy a KAT-TUN-ból és ezzel a Johnny's Entertainment-ből is kilép, de a szórakoztatóiparban sem kíván több tevékenységet folytatni jövő év tavaszától.

### 2016: 10. évforduló és szünet
Négy taggal a KAT-TUN még kiadott két további kislemezt; a "Tragedy" február 10-én jelent meg, míg az "Unlock" március 2-án. Mindkét kislemez első helyet ért el a megjelenését követő héten az Oricon heti listáján. A három tag KAT-TUN 10th Anniversary BEST 10Ks címen gyűjteményalbumot, KAT-TUN 10th Anniversary LIVE TOUR 10Ks címen pedig háromállomásos Dome turnét jelentett be hivatalos honlapjukon keresztül. Továbbá azt is közzétették, hogy a KAT-TUN csoportos tevékenységeit május 1-jétől bizonytalan ideig szünetelteik, és minden tag a saját projektjeire és szólókarrierjére fog fókuszálni. Március 22-én jelent meg a KAT-TUN 10th Anniversary BEST 10Ks album (ugyanazzal a nappal megegyezően, amikor debütáló kislemezük, a "Real Face" 2006-ban megjelent), amely első helyet ért el az Oricon heti listáján az első hét alatt. Augusztus 17-én megjelent a KAT-TUN 10TH ANNIVERSARY LIVE TOUR 10Ks koncert DVD, amelyik ugyancsak első helyet ért el az Oricon listáján.

## Tagok
Mivel az együttes mozaikszava a nevek magyar átírásával nem látszódik, csak ezen a szakaszon Hepburn-átírással vannak feltüntetve a tagok nevei.

### Jelenlegi tagok
KAmenashi Kazuya (亀梨 和也 Kamenashi Kazuya)
Ueda Tatsuya (上田 竜也 Ueda Tatsuya)
Nakamaru Yuichi (中丸 雄一 Nakamaru Yuichi)

### Korábbi tagok
Akanishi Jin (赤西 仁 Akanishi Jin)
Tanaka Koki (田中 聖 Tanaka Kōki)
Taguchi Junnosuke (田口 淳之介 Taguchi Junnosuke)

## Diszkográfia
| - 2006: "Real Face" - 2006: "Signal" - 2006: "Bokura no Machi de" - 2007: "Yorokobi no Uta" - 2007: "Keep the Faith" - 2008: "Lips" - 2008: "Don't U Ever Stop" - 2008: "White X'mas" - 2009: "One Drop" - 2009: "Rescue" - 2010: "Love Yourself (Kimi ga Kirai na Kimi ga Suki)" - 2010: "Going!" - 2010: "Change Ur World" - 2011: "Ultimate Wheels" - 2011: "White" - 2011: "Run For You" - 2011: "Birth" - 2012: "To The Limit" - 2012: "Fumetsu no Scrum" - 2013: "Expose" - 2013: "Face To Face" - 2014: "In Fact" - 2015: "Dead Or Alive" - 2015: "Kiss Kiss Kiss" - 2016: "Tragedy" - 2016: "Unlock" | - 2006: Best of KAT-TUN - 2007: Cartoon KAT-TUN II You - 2008: KAT-TUN III: Queen of Pirates - 2009: Break the Records: By You & For You - 2010: No More Pain - 2012: Chain - 2014: Come Here - 2013: Kusabi - 2016: KAT-TUN 10TH ANNIVERSARY BEST “10Ks!” | - 2003: Okyakusama wa Kamisama - Concert 55 Man Nin Ai no Request ni Kotaete!! - 2005: KAT-TUN Live Kaizokuban - 2006: Real Face Film - 2006: Dream Boys - 2006: Live of KAT-TUN "Real Face" - 2007: Tour 2007 Cartoon KAT-TUN II You - 2008: KAT-TUN Live Tour 2008: Queen Of Pirates - 2009: KAT-TUN Live: Break the Records - 2010: KAT-TUN-No More Pain-World Tour 2010 - 2012: KAT-TUN Live Tour 2012 Chain at Tokyo Dome - 2014: Countdown Live 2013 KAT-TUN - 2015: KAT-TUN LIVE TOUR 2014 come Here - 2015: KAT-TUN LIVE 2015 QUARTER in Tokyo Dome - 2016: KAT-TUN 10TH ANNIVERSARY LIVE TOUR 10Ks! |

## Egyéb tevékenységek

### Televízió
Amíg nem debütált 2006-ban, a KAT-TUN rendszeres fellépője volt az NHK csatorna The Shōnen Club műsorának, ami a Johnny's Jr. tagjainak, vagyis a kiadó gyakornokainak volt fenntartva, hogy fellépjenek és különböző szegmensekben jobban megismerhessék őket. Tagjai lettek a Minna no Terebi és KAT-TUNx3 szórakoztató műsoroknak is. Az együttes különleges támogatója volt a FIVB World Grand Champions Cup röplabda-bajnokságnak is, amihez a "Gloria" dalukat választották főcímzenének 2005-ben.
2005 és 2007 között a KAT-TUN rendszeres vendége volt az Utawara Hot Hit 10 szórakoztató műsornak kiadótársukkal, Macumoto Dzsunnal. 2006. október 8-tól kezdődően Tanaka Koki és Nakamaru Juicsi vezette a YouTachi! YOUたち! műsort annak végéig, 2007. szeptember 30.ig.
2007. április 4-én kezdődött el a Cartoon KAT-TUN, amely az együttes saját beszélgetős műsora volt egészen 2010. március 24-ig. Összesen 152 epizódja volt, valamint ez volt az utolsó olyan rendszeres műsor, ahol hatan szerepeltek.
Miután ötfős csapattá váltak, a KAT-TUN következő saját műsorát indította KAT-TUN no Zettai Manetaku Naru TV címen 2011. október 18-án. Az NTV-n sugárzott program 10 epizóddal zárt a 2011. december 20-i fináléjakor.
Eztuán a KAT-TUN az egy részből álló KAT-TUN no Sekaiichi Dame Yoru Ni speciális fellépéssel tért vissza a képernyőre, melyet a TBS sugárzott 2012. január 1-jén. Ezt nem sokkal, április 3-án egy következő epizód követte. A két rész sikereinek köszönhetően ez vált a KAT-TUN harmadik rendszeres saját műsorává. KAT-TUN Sekaiichi Dame na Yoru! címen kezdték el április 24-én vetíteni egészen december 28-ig.
2014. január 11-én, miután a KAT-TUN négy főre csökkent, különleges műsort indítottak KAT-TUN Sekaiichi Tame ni Naru Tabi címen. Ez egy öt részből álló sorozat volt, amely során az együttes tagjai öt helyre látogattak el: Okinava (két epizód erejéig), Aomori, Hokkaidó és Kumamoto. Mivel nagy népszerűségnek örvendett rövidsége ellenére is, nem sokkal később megerősítették, hogy megtartva a címét állandó sorozattá válik. Az első részt 2015. április 17-én sugározták, az utolsót pedig a negyvenkettedik résszel 2016. március 25-én.
A KAT-TUN 2014-ben emellett a Shōnen Club Premium műsorvezetőivé váltak, a TOKIO tagjának, Kokubun Taicsi helyét átvéve. Az év áprilisától 2016 márciusáig töltötték be ezt a pozíciót, utána helyüket a NEWS tagjai vették át.

### Rádió
Az együttesnek három különböző rádiós műsora volt, mindegyiket más tag vagy tagok vezették éveken keresztül.
A korábbi tagok, Akanisi Dzsin, Tanaka Koki és Tagucsi Dzsunnoszuke voltak a KAT-TUN Style műsorvezetői 2006 áprilisától 2012 márciusáig. Nakamaru Juicsi és Ueda Tacuja műsora, a R-One KAT-TUN keddenként 12 és 12:30 között futott. Kamenasi saját adást birtokolhatott Kamenashi Kazuya – Kase by Kase címmel szeptember 20-ig. Neki azóta új műsora van, a Kamenashi Kazuya – Hang Out, amelyet jelenleg minden szombaton 10:20 és 10:50 között játszanak.
Tagucsi Dzsunnoszukénak is volt saját rádiós műsora, a Tag-tune driving, valamint Nakamaru Juicsivel a KAT-TUN no Gatsūn, ami 2012 áprilisától 2016 márciusáig tartott.

### Musical
Csapatként a KAT-TUN Domoto Koicsi darabjában, a Shock-ban tűnt fel, a Summary of Johnnys World musicalben a NEWS-zal és a Ya-ya-yah együttessel szerepeltek, valamint tagjai voltak 2004-től 2006-ig a Johnny's régóta futó Dream Boys előadásainak is.
2004 óta Kamenasi Kazuja játszotta a Dream Boys főszerepét minden évben, miután elődje, Takizava Hideaki átadta neki. Kamenashi és a másik KAT-TUN tag, Tanaka Koki többször is vezető szerepben tűntek fel a 2007-es és 2008-as darabban. A páros Nakamaru Juicsivel kiegészülve még egyszer szerepelt a darabban 2011-ben. A 2012. évi Dream Boys során utoljára Kamenasi öltötte magára a musical főszerepét.

### Koncertek, turnék
Az első 2002-es koncertjüket követően a rengeteg rajongói kérésnek eleget téve a KAT-TUN rendszeresen fellépett majdnem mindegyik évszakban országszerte. Ez segített nekik még nagyobb népszerűségre szert tenni, ugyanis figyelemre méltónak számított, hogy a Johnny's együttese már debütálása előtt saját koncerteket tartott nem kevés embernek.
A KAT-TUN a Queen of Pirates turnéja során vált az első együttessé, amely négy egymást követő napon koncertet adott a Tokyo Dome csarnokában. A következő évben megdöntötték a saját rekordjukat, ugyanis a Break the Records – by your & for you- során kilenc egymásutáni napon léptek fel a stadionban. A Johnny & Associates kérvényt nyújtott be, hogy a KAT-TUN eredményével bekerülhessen a Guinness Rekordok Könyvébe.
Az együttes (Akanisi kivételével) 2010-ben tartotta legnagyobb koncert turnéját NO MORE PAIИ címen, ami során Japán legfőbb városaiba tartottak fellépéseket. A koncertsorozat tartalmazott továbbá külföldi helyszíneket is (Dél-Korea és Tajvan), amivel az első Johnny's csapattá váltak, akik Japánon kívül hivatalos saját fellépést tartott. Debütálásuk előtt más csapatok kísérőiként és a Johnny's Jr (Juniors = gyakornokok) részeként már koncerteztek külföldön.
A 2012-es CHAIN országos turné február 11-én vette kezdetét Niigatában és tizenkettő várost érintett szerte Japánban, köztük Szendait is, ami a 2011-es Tohoku földrengés és cunami egyik legsúlyosabban érintett területe volt.

### Reklámok
A KAT-TUN rendszeresen szerepelt televíziós reklámokban 2005 és 2009 között, mint például az NTT docomo, SKY PerfecTV!, a Rohto és a Lotte.
2010 óta Kamenasi Kazuja reklámozta a Panasonic Lamdash borotváját és a DOLTZ elektromos fogkeféjét, valamint az AOKI 3D öltönyeit. Ő népszerűsítette továbbá a KIRIN „Gogo no Kocha” teáját 2012 márciusától. 2013 eleje óta a SOURS édességeit is ő reklámozza.
2011 elejétől fogva a KAT-TUN vált a Suzuki Solio autójának arcává, valamint dalaikat adták a Sofina és a Wing termékeihez is. A csapat reklámai között szerepelt az entag! mobiltelefonos játékokkal foglalkozó honlap is.

### Események
2006. augusztus 26-án és 27-én a KAT-TUN volt a legfőbb támogatója az NTV csatorna 24 Hour Television: Love Saves the Earth elnevezésű jótékonysági eseménynek.

## Díjak
| Év   | Díj |
| ---- | --- |
| 2006 | - Japan Gold Disc Awards: Az Év Zenei Videója – KAT-TUN Live Kaizokuban |
| 2007 | - Japan Gold Disc Awards: Az Év Kislemeze – "Real Face" - Japan Gold Disc Awards: Legjobb 10 Kislemez – "Real Face" - Japan Gold Disc Awards: Legjobb 10 Kislemez – "Signal" - Japan Gold Disc Awards: Legjobb 10 Kislemez – "Bokura no Machi de" - Japan Gold Disc Awards: Legjobb 10 Album – Best of KAT-TUN - Japan Gold Disc Awards: Legjobb Zenei Videó – Real Face Film |
| 2008 | - Japan Gold Disc Awards: Legjobb 10 Kislemez – "Keep the Faith" - Japan Gold Disc Awards: Legjobb 10 Kislemez – "Yorokobi No Uta" - Japan Gold Disc Awards: Legjobb Zenei Videók – Live of KAT-TUN "Real Face" - The 17th TV Life Drama Award: Legjobb Főcímdal – "Keep the Faith"                                                                                           |
| 2009 | - Japan Gold Disc Awards: Legjobb 10 Kislemez – "Lips" - Japan Gold Disc Awards: Legjobb 10 Kislemez – "Don't U Ever Stop" |
| 2010 | - Japan Gold Disc Awards: Legjobb 5 Kislemez – "Rescue" |

## Fordítás
- Ez a szócikk részben vagy egészben  a   KAT-TUN című angol Wikipédia-szócikk ezen változatának fordításán alapul.  Az eredeti cikk szerkesztőit annak laptörténete sorolja fel. Ez a jelzés csupán a megfogalmazás eredetét és a szerzői jogokat jelzi, nem szolgál a cikkben szereplő információk forrásmegjelöléseként.